# Strabomantis ingeri
Strabomantis ingeri är en groddjursart som först beskrevs av Cochran och Coleman J. Goin 1961.  Strabomantis ingeri ingår i släktet Strabomantis och familjen Strabomantidae. IUCN kategoriserar arten globalt som sårbar. Inga underarter finns listade i Catalogue of Life.